# THEスペシャル!
『THEスペシャル!』（ザ スペシャル）は、2004年4月3日から同年9月25日まで日本テレビ系列局が編成していた日本テレビ製作の単発特別番組枠である。編成時間は毎週土曜 19:00 - 20:54 （日本標準時）。

## 概要
2004年3月まで放送された『スーパースペシャル』の後継番組として2004年4月3日に放送開始。
番組の視聴率は低迷し、テレビ東京の『土曜スペシャル』よりも視聴率が下になることもあった。
本枠放送番組のうち、よみうりテレビ製作の『鳥人間コンテスト』や『ベストヒット歌謡祭』は、枠の終了後にも単独で毎年放送されている。
この番組をもって10年半にわたった単発枠としての編成は終了し、定時番組として『億万のココロ・愛しのマネー$伝説』『世界一受けたい授業』を開始している。また、19・20時台の単発枠も『モクスペ』まで3年半ブランクがあった。

## スタッフ
- プロデューサー：今村司 → 上田識喜 → 竹内尊実
- チーフプロデューサー：吉田真 → 政橋雅人

## 放送番組一覧
| 放送日 （2004年） | 放送番組                                                                               | 音声     | 主な出演者                                                         | 備考                               |
| ----------------- | -------------------------------------------------------------------------------------- | -------- | ------------------------------------------------------------------ | ---------------------------------- |
| 4月3日            | プロ野球中継「巨人×阪神」                                                              | ステレオ |                                                                    | 開幕戦（第2戦）につき17:30から放送 |
| 4月10日           | 天功VS覆面マジシャン 超魔術空前の大バトル                                              | モノラル | 二代目引田天功、くりぃむしちゅー、小倉淳                           |                                    |
| 4月17日           | ウッチャンナンチャン・マチャミの日本一素敵なサイテー大賞 2 …再呈のウラにある最高の㊙話 | モノラル | ウッチャンナンチャン、久本雅美                                     |                                    |
| 4月24日           | プロ野球中継「阪神×巨人」                                                              | ステレオ |                                                                    | 読売テレビ製作                     |
| 5月1日            | はじめてのおつかい！爆笑・傑作スペシャル                                               | モノラル | ナレーター：近石真介                                               |                                    |
| 5月8日            | プロ野球中継「広島東洋×巨人」                                                          | ステレオ |                                                                    | 広島テレビ製作                     |
| 5月15日           | プロ野球中継「巨人×ヤクルト」                                                          | ステレオ |                                                                    |                                    |
| 5月22日           | 第2回オールスター㊙エピソードクイズ!! 本物は誰でショー!?                               | モノラル |                                                                    |                                    |
| 5月29日           | 史上最強の億万長者 コレであなたも大富豪 超簡単？㊙儲けの術8                            | モノラル |                                                                    | [ 2 ]                              |
| 6月5日            | たった1分のVTRで泣けるって信ジマスカ                                                   | モノラル | 極楽とんぼ、徳光和夫、テリー伊藤                                   |                                    |
| 6月12日           | あの最強軍団が集結 FBI超能力捜査官 6 未解決事件を追え！                                | モノラル | みのもんた                                                         |                                    |
| 6月19日           | ものまねバトル特別版 史上最強軍団への道 新ネタ&反省会SP                                | ステレオ | 原口あきまさ、ホリ、はなわ、コージー冨田                           |                                    |
| 6月26日           | K-1ビースト2004                                                                        | ステレオ | ボブ・サップ ナレーター：垂木勉                                    |                                    |
| 7月3日            | プロ野球中継「広島東洋×巨人」                                                          | ステレオ |                                                                    | 広島テレビ製作                     |
| 7月10日           | 細木数子&みのもんた 絶対!!幸せになろうよ 史上最強の大予言                              | ステレオ | 細木数子、みのもんた                                               |                                    |
| 7月17日           | プロ野球中継「巨人×ヤクルト」                                                          | ステレオ |                                                                    |                                    |
| 7月24日           | メレンゲの気持ち特別版！〜石塚英彦の通りの達人スペシャル〜                             | モノラル | 石塚英彦、安達祐実                                                 |                                    |
| 7月31日           | プロ野球中継「阪神×巨人」                                                              | ステレオ |                                                                    | 読売テレビ製作                     |
| 8月7日            | プロ野球中継「巨人×阪神」                                                              | ステレオ |                                                                    |                                    |
| 8月14日           | プロ野球中継「巨人×横浜」                                                              | ステレオ |                                                                    |                                    |
| 8月28日           | 鳥人間コンテスト                                                                       | モノラル | 今田耕司、石川亜沙美、全国各地からの挑戦者、ワッキー（ペナルティ） | 日本テレビと読売テレビの共同製作   |
| 9月4日            | プロ野球中継「阪神×巨人」                                                              | ステレオ |                                                                    | 読売テレビ製作                     |
| 9月11日           | びっくり超人大集合 日本全国・もしかして偉い人グランプリ                                | モノラル |                                                                    |                                    |
| 9月18日           | あの最強軍団が集結 FBI超能力捜査官 7 未解決事件を追え!                                 | モノラル | みのもんた                                                         |                                    |
| 9月25日           | プロ野球中継「巨人×阪神」                                                              | ステレオ |                                                                    |                                    |

参考：『読売新聞縮刷版』読売新聞社、2004年4月3日 - 同年9月25日付のラジオ・テレビ欄。

## 放送局
| 放送対象地域   | 放送局                   | 系列                          | 放送時間           | 備考   |
| -------------- | ------------------------ | ----------------------------- | ------------------ | ------ |
| 関東広域圏     | 日本テレビ (NTV)         | 日本テレビ系列                | 土曜 19:00 - 20:54 | 製作局 |
| 北海道         | 札幌テレビ (STV)         | 日本テレビ系列                | 土曜 19:00 - 20:54 |        |
| 青森県         | 青森放送 (RAB)           | 日本テレビ系列                | 土曜 19:00 - 20:54 |        |
| 岩手県         | テレビ岩手 (TVI)         | 日本テレビ系列                | 土曜 19:00 - 20:54 |        |
| 宮城県         | ミヤギテレビ (MMT)       | 日本テレビ系列                | 土曜 19:00 - 20:54 |        |
| 秋田県         | 秋田放送 (ABS)           | 日本テレビ系列                | 土曜 19:00 - 20:54 |        |
| 山形県         | 山形放送 (YBC)           | 日本テレビ系列                | 土曜 19:00 - 20:54 |        |
| 福島県         | 福島中央テレビ (FCT)     | 日本テレビ系列                | 土曜 19:00 - 20:54 |        |
| 山梨県         | 山梨放送 (YBS)           | 日本テレビ系列                | 土曜 19:00 - 20:54 |        |
| 新潟県         | テレビ新潟 (TeNY)        | 日本テレビ系列                | 土曜 19:00 - 20:54 |        |
| 長野県         | テレビ信州 (TSB)         | 日本テレビ系列                | 土曜 19:00 - 20:54 |        |
| 静岡県         | 静岡第一テレビ (SDT)     | 日本テレビ系列                | 土曜 19:00 - 20:54 |        |
| 富山県         | 北日本放送 (KNB)         | 日本テレビ系列                | 土曜 19:00 - 20:54 |        |
| 石川県         | テレビ金沢 (KTK)         | 日本テレビ系列                | 土曜 19:00 - 20:54 |        |
| 福井県         | 福井放送 (FBC)           | 日本テレビ系列 テレビ朝日系列 | 土曜 19:00 - 20:54 |        |
| 中京広域圏     | 中京テレビ (CTV)         | 日本テレビ系列                | 土曜 19:00 - 20:54 |        |
| 近畿広域圏     | 読売テレビ (ytv)         | 日本テレビ系列                | 土曜 19:00 - 20:54 |        |
| 鳥取県・島根県 | 日本海テレビ (NKT)       | 日本テレビ系列                | 土曜 19:00 - 20:54 |        |
| 広島県         | 広島テレビ (HTV)         | 日本テレビ系列                | 土曜 19:00 - 20:54 |        |
| 山口県         | 山口放送 (KRY)           | 日本テレビ系列                | 土曜 19:00 - 20:54 |        |
| 徳島県         | 四国放送 (JRT)           | 日本テレビ系列                | 土曜 19:00 - 20:54 |        |
| 香川県・岡山県 | 西日本放送 (RNC)         | 日本テレビ系列                | 土曜 19:00 - 20:54 |        |
| 愛媛県         | 南海放送 (RNB)           | 日本テレビ系列                | 土曜 19:00 - 20:54 |        |
| 高知県         | 高知放送 (RKC)           | 日本テレビ系列                | 土曜 19:00 - 20:54 |        |
| 福岡県         | 福岡放送 (FBS)           | 日本テレビ系列                | 土曜 19:00 - 20:54 |        |
| 長崎県         | 長崎国際テレビ (NIB)     | 日本テレビ系列                | 土曜 19:00 - 20:54 |        |
| 熊本県         | くまもと県民テレビ (KKT) | 日本テレビ系列                | 土曜 19:00 - 20:54 |        |
| 大分県         | テレビ大分 (TOS)         | 日本テレビ系列 フジテレビ系列 | 土曜 19:00 - 20:54 |        |
| 鹿児島県       | 鹿児島読売テレビ (KYT)   | 日本テレビ系列                | 土曜 19:00 - 20:54 |        |